# (18872) Tammann
(18872) Tammann ist ein Asteroid des Hauptgürtels, der am 8. November 1999 vom Schweizer Astronomen Stefano Sposetti am Osservatorio Astronomico di Gnosca (IAU-Code 143) in Gnosca im Kanton Tessin entdeckt wurde.
Der Asteroid wurde nach Gustav Andreas Tammann, einem in Göttingen geborenen Kosmologen und Professor für Astronomie an der Universität Basel, benannt. Tammann genießt weltweites Renommee als Experte für die Bestimmung der Hubble-Konstanten.